# سنا فرناندز
سنا فرناندز (انگلیسی: Saná Fernandes؛ زادهٔ ۱۰ مارس ۲۰۰۶) بازیکن فوتبال اهل گینه بیسائو است که در حال حاضر برای ناک بردا در پست هافبک بازی می‌کند.

## دوران کودکی
سنا فرناندز در دوازده‌سالگی به آکادمی جوانان اسپورتینگ پرتغال پیوست.

## زندگی شخصی
سنا فرناندز برادر جوئلسون فرناندز، بازیکن فوتبال اهل پرتغال است.

## دوران باشگاهی
سنا فرناندز دوران حرفه‌ای خود را با لاتزیو، از تیم‌های حاضر در سری آ ایتالیا آغاز کرد.
در ۷ اوت ۲۰۲۴، فرناندز به‌صورت قرضی به ناک بردا در هلند پیوست.